# Dar Re Mi
Dar Re Mi, né en 2005, est un cheval de course pur-sang anglais. 

## Carrière de course
Pouliche de grande origine courant sous les couleurs de son éleveur le musicien Andrew Lloyd Webber, Dar Re Mi ne se produit qu'une fois à 2 ans, en toute fin d'année, pour une deuxième place dans un maiden à Newmarket. Lauréate pour son retour à 3 ans, sa troisième place dans les Musidora Stakes, une préparatoire aux Oaks, ne suffit pas à lui ouvrir les postes du classique d'Epsom. Elle se rabat sur le Prix de Malleret, où elle décroche la troisième place puis, après un succès au niveau Listed, trouve son jour dans les groupes en s'adjugeant le Prix Minerve. Tardive, la pouliche se hisse finalement dans l'élite de sa génération à la faveur de trois premiers accessits en deuxième partie de saison : dans les Yorkshire Oaks, dans le Prix Vermeille où elle subit la fameuse fin de course de la grande Zarkava, et dans le Prix de Royallieu.  
Encore meilleure à 4 ans, Dar Re Mi, après une course de rentrée, trouve la consécration dans les Pretty Polly Stakes, son premier groupe 1. Elle enchaîne avec un succès dans les Yorkshire Oaks, puis manque un triplé dans les groupe 1 en étant privée de sa victoire dans le Prix Vermeille, sur tapis vert: on reproche à son jockey, Jimmy Fortune, d'avoir gêné la concurrente allemande Soberania, arrivée  cinquième, et Dar Re Mi se retrouve rétrogradée derrière celle-ci, laissant sa dauphine sur la piste, Stacelita, demeurer invaincue. La décision, de l'avis général, est sévère. Sa cinquième place dans le Prix de l'Arc de Triomphe de Sea The Stars (où Stacelita termine septième, une longueur et demie derrière elle), et son deuxième accessit dans la Breeders' Cup Turf de Conduit, prouvent qu'elle est la meilleure jument d'âge en Europe. Maintenue à l'entraînement à 5 ans, elle s'en va pour sa rentrer quérir le Dubaï Sheema Classic, aux dépens de la championne japonaise Buena Vista. Elle reparait en Europe à l'été, dans les Eclipse Stakes, mais court mal, et son entourage décide de mettre fin à sa carrière. 

### Palmarès
| Date         | Hippodrome  | Pays        | Course                    | Statut      | Distance    | Jockey             | Place               | Écart        | Vainqueur ou deuxième |
| 2007, 2 ans  | 2007, 2 ans | 2007, 2 ans | 2007, 2 ans               | 2007, 2 ans | 2007, 2 ans | 2007, 2 ans        | 2007, 2 ans         | 2007, 2 ans  | 2007, 2 ans           |
| ------------ | ----------- | ----------- | ------------------------- | ----------- | ----------- | ------------------ | ------------------- | ------------ | --------------------- |
| 3 novembre   | Newmarket   | Royaume-Uni | Maiden                    |             | 1 400 m     | Jimmy Fortune      | 2e / 19             | encolure     | La Coveta             |
| 2008, 3 ans  |             |             |                           |             |             |                    |                     |              |                       |
| 25 avril     | Sandown     | Royaume-Uni | Maiden                    |             | 2 000 m     | Jimmy Fortune      | 1er / 11            | 7            | Icon Project          |
| 14 mai       | York        | Royaume-Uni | Musidora Stakes           | Gr. 3       | 2 100 m     | Jimmy Fortune      | 3e / 8              | 6 ¾          | Lush Lashes           |
| 29 juin      | Saint-Cloud | France      | Prix de Malleret          | Gr. 2       | 2 400 m     | Jimmy Fortune      | 3e / 5              | encolure     | Treat Gently          |
| 19 juillet   | Newmarket   | Royaume-Uni | Aphrodite Stakes          | Listed      | 2 400 m     | Richard Mullen     | 1er / 10            | 3/4          | Folk Opera            |
| 14 août      | Deauville   | France      | Prix Minerve              | Gr. 3       | 2 500 m     | Olivier Peslier    | 1er / 7             | 1 ½          | Shemima               |
| 22 août      | York        | Royaume-Uni | Yorkshire Oaks            | Gr. 1       | 2 400 m     | Olivier Peslier    | 2e / 6              | 1 ¼          | Lush Lashes           |
| 14 septembre | Longchamp   | France      | Prix Vermeille            | Gr. 1       | 2 400 m     | Christophe Lemaire | 2e / 12             | 2            | Zarkava               |
| 4 octobre    | Longchamp   | France      | Prix de Royallieu         | Gr. 2       | 2 500 m     | Christophe Lemaire | 3e / 13             | 2            | Balladeuse            |
| 2009, 4 ans  |             |             |                           |             |             |                    |                     |              |                       |
| 14 mai       | York        | Royaume-Uni | Middleton Stakes          | Gr. 3       | 2 100 m     | Lanfranco Dettori  | 2e / 5              | cte tête     | Crystal Capella       |
| 27 juin      | Curragh     | Irlande     | Pretty Polly Stakes       | Gr. 1       | 2 000 m     | Jimmy Fortune      | 1er / 7             | cte tête     | Beach Bunny           |
| 20 août      | York        | Royaume-Uni | Yorkshire Oaks            | Gr. 1       | 2 400 m     | Jimmy Fortune      | 1er / 6             | 3/4          | Sariska               |
| 13 septembre | Longchamp   | France      | Prix Vermeille            | Gr. 1       | 2 400 m     | Jimmy Fortune      | 5e / 12 (1er rétr.) | cte encolure | (Stacelita)           |
| 4 octobre    | Longchamp   | France      | Prix de l'Arc de Triomphe | Gr. 1       | 2 400 m     | Jimmy Fortune      | 5e / 19             | 3 ½          | Sea The Stars         |
| 7 novembre   | Santa Anita | États-Unis  | Breeders' Cup Turf        | Gr. 1       | 2 400 m     | Lanfranco Dettori  | 3e / 7              | 1 ¾          | Conduit               |
| 2010, 5 ans  |             |             |                           |             |             |                    |                     |              |                       |
| 27 mars      | Meydan      | Dubaï       | Dubaï Sheema Classic      | Gr. 1       | 2 400 m     | William Buick      | 1er / 16            | 3/4          | Buena Vista           |
| 3 juillet    | Sandown     | Royaume-Uni | Eclipse Stakes            | Gr. 1       | 2 000 m     | William Buick      | 4e / 5              | 6            | Twice Over            |

## Au haras
De retour à Watership Down Stud, son haras de naissance dans le sud de l'Angleterre, Dar Re Mi s'avère une formidable poulinière, poursuivant ainsi sa brillante lignée maternelle. Elle est la mère de :
- De Treville (m, 2012, Oasis Dream) : 850 000 guinées yearling. 2e Prix de la Porte Maillot (Gr.3), de Guiche (Gr.3), des Chênes (Gr.3), 3e Prix Paul de Moussac (Gr.3). Étalon.
- So Mi Dar (f, 2013, Dubawi) : Musidora Stakes (Gr.3), 3e Prix de l'Opéra.
- Erdogan (m, 2014, Frankel) : 775 000 guinées yearling. 1 course. Étalon au Qatar.
- Lah Ti Dar (f, 2015, Dubawi) : Middleton Stakes (Gr.2), 2e St. Leger, British Champions Fillies' and Mares' Stakes, 3e Grand Prix de Saint-Cloud, Yorkshire Oaks.
- Too Darn Hot (m, 2016, Dubawi) : Dewhurst Stakes, Prix Jean Prat, Sussex Stakes, 2e Irish 2000 Guineas, 3e St. James's Palace Stakes, 2 ans de l'année en Europe (2018), 3 ans de l'année en Europe (2019). Étalon de tête.
- Darain (m, 2017, Dubawi) : le yearling le plus cher d'Europe en 2018, vendu pour 3 500 000 guinées. 5e (sur 8) des Great Voltigeur Stakes (Gr.2).
- Darlectable You (f, 2018, Dubawi)  5e (sur 9) des Pinnacle Stakes (Gr.3).
- Darmoiselle (f, 2019, Dubawi) : 2e d'une Listed en Angeleterre.
- Growltiger (m, 2020, Dubawi) : accidenté poulain.
- Chere Darmoiselle (f, 2021, Kingman)
- Mallorca (m, 2022, Lope de Vega)

## Origines
Dar Re Mi est une fille du champion Singspiel qui, au cours d'une longue carrière qui l'emmena aux quatre coins du monde, remporta de grands tournois internationaux : les Canadian International Stakes, la Japan Cup, la Dubai World Cup, la Coronation Cup et les International Stakes. Il est devenu par la suite un étalon de premier plan, auteur d'une douzaine de lauréats de groupe 1, parmi lesquels le champion Solow (cheval d'âge de l'année en Europe en 2015), Lahudood (lauréate notamment de la Breeders' Cup Filly & Mare Turf et deuxième mère de Baaeed, Moon Ballad (Dubai World Cup), Confidential Lady (Prix de Diane) ou encore Papineau (Gold Cup). Singspiel monnayait ses services à £ 50 000 la saillie lorsqu'il conçut Dar Re Mi.
La famille maternelle de Dar Re Mi est exceptionnelle. Elle est entrée dans l'élevage de Watership Down Stud lorsque Andrew Lloyd Webber acquis en 1994, pour 500 000 guinées, une jument issue de l'élevage Aga Khan, Darara, elle-même fille d'une poulinière, Delsy, que l'Aga Khan avait incluse dans sa jumenterie lorsqu'il avait acheté l'élevage Boussac en 1978. Cette Delsy était une grande reproductrice, puisqu'elle n'est autre que la mère du grand étalon de l'Aga Khan Darshaan, mais aussi de Dalara (par Doyoun), lauréate du Prix de Royallieu, 3e Prix Royal-Oak, et qui donna, entre autres, Daliapour (par Sadler's Wells) vainqueur de la Coronation Cup, 2e du Derby d'Epsom et de l'Irish Derby. Darara avait été une excellente pouliche en piste puisqu'elle s'était adjugé le Prix Vermeille en 1986, avant d'échouer avec les honneurs dans le Prix de l'Arc de Triomphe de Dancing Brave et la Breeders' Cup Turf de Manila. Elle allait devenir la jument-base de Watership Down Stud en donnant : 
- Dariyoun (par Shahrastani) : 3e du Prix du Cadran.
- Darazari (par Sadler's Wells) : Ranvet Stakes (Gr.1, AUS), Prix Maurice de Nieuil, 2e Hong Kong Vase (Gr.1, Hong Kong).
- Kilimanjaro (par Shirley Heights) : 2e King Edward Stakes (Gr.2).
- Rhagaas (par Sadler's Wells) : 3e Prix du Jockey-Club.
- Diaghilev (par Sadler's Wells) : Queen Elizabeth II Cup (Gr.1, Hong Kong), Prix La Force, 2e Champions & Chater Cup (Gr.1, Hong Kong).
- Rewilding (par Tiger Hill) : Dubai Sheema Classic, Prince of Wales's Stakes, 3e Derby d'Epsom.
- Dar Re Mi

### Pedigree
| Origines de Dar Re Mi (GB), jument baie née en 2005 | Origines de Dar Re Mi (GB), jument baie née en 2005 | Origines de Dar Re Mi (GB), jument baie née en 2005 | Origines de Dar Re Mi (GB), jument baie née en 2005 |
| --------------------------------------------------- | --------------------------------------------------- | --------------------------------------------------- | --------------------------------------------------- |
| Père Singspiel 1992                                 | In The Wings 1986                                   | Sadler's Wells                                      | Northern Dancer                                     |
| Père Singspiel 1992                                 | In The Wings 1986                                   | Sadler's Wells                                      | Fairy Bridge                                        |
| Père Singspiel 1992                                 | In The Wings 1986                                   | High Hawk                                           | Shirley Heights                                     |
| Père Singspiel 1992                                 | In The Wings 1986                                   | High Hawk                                           | Sunbittern                                          |
| Père Singspiel 1992                                 | Glorious Song 1976                                  | Halo                                                | Hail To Reason                                      |
| Père Singspiel 1992                                 | Glorious Song 1976                                  | Halo                                                | Cosmah                                              |
| Père Singspiel 1992                                 | Glorious Song 1976                                  | Ballade                                             | Herbager                                            |
| Père Singspiel 1992                                 | Glorious Song 1976                                  | Ballade                                             | Miss Swapsco                                        |
| Mère Darara 1983                                    | Top Ville 1976                                      | Hih Top                                             | Derring-Do                                          |
| Mère Darara 1983                                    | Top Ville 1976                                      | Hih Top                                             | Camenae                                             |
| Mère Darara 1983                                    | Top Ville 1976                                      | Sega Ville                                          | Charlottesville                                     |
| Mère Darara 1983                                    | Top Ville 1976                                      | Sega Ville                                          | La Sega                                             |
| Mère Darara 1983                                    | Delsy 1972                                          | Abdos                                               | Arbar                                               |
| Mère Darara 1983                                    | Delsy 1972                                          | Abdos                                               | Pretty Lady                                         |
| Mère Darara 1983                                    | Delsy 1972                                          | Kelty                                               | Venture                                             |
| Mère Darara 1983                                    | Delsy 1972                                          | Kelty                                               | Marilla (famille 13-c)                              |